# Dennis Javelin

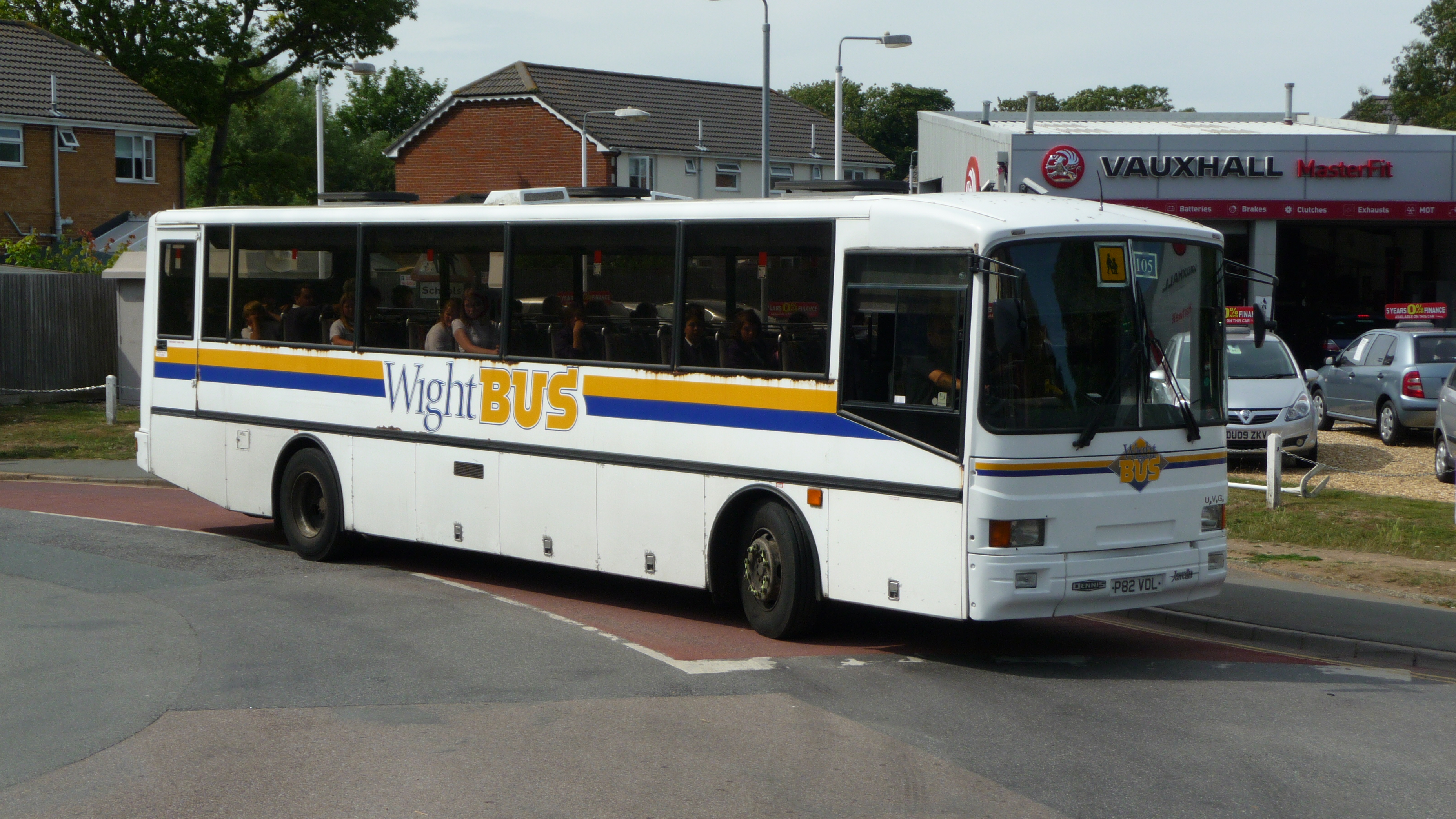
Dennis Javelin

Der Name Dennis Javelin bezeichnet ein Fahrgestell für Reisebusse, das von britischen Hersteller Dennis Brothers seit 1987 hergestellt wird. Unter dem Firmennamen Alexander Dennis wird die Produktion bis heute fortgeführt.

## Hintergrund
Der Dennis Dorchester, als schwerer Reisebus konzipiert, konnte sich am Markt nicht durchsetzen. Zwischen 1983 und 1988 wurden nur 67 Busse gebaut. Der Dorchester war als Konkurrent zum Tiger entstanden, da Leyland diesen Bus zunächst nur mit einem eigenen Motor, nicht aber wie von den Kunden gefordert mit einem Dieselmotor von Gardner liefern wollte. Trotz des Misserfolges sah Dennis offensichtlich Marktchancen für schwere Reisebusse mit einer Masse von über 16 Tonnen und entwickelte den Javelin. Bislang wurden über 2500 Busse produziert. Obwohl der Bus eigentlich durch die R-Serie abgelöst werden sollte, werden aufgrund von immer noch eingehenden Bestellungen weiterhin Busse dieses Typs, wenn auch in kleiner Stückzahl, gefertigt. Auch wenn er die Produktionszahlen seines hauptsächlichen Konkurrenten, des Volvo B10M nicht erreichte, ist der Javelin der erfolgreichste Reisebus-Entwurf von Dennis.

## Konstruktion
Der Javelin ist ein schwerer Reisebus mit einer zulässigen Gesamtmasse von 18 t. Er wird mit einer Länge von 12 m angeboten, optional sind Ausführungen mit 8,5 m, 10 m und 11 m Länge erhältlich. Angetrieben wurde der Bus von einem Sechszylinder-Dieselmotor der C-Serie von Cummins, optional war auch ein Motor der B-Serie erhältlich. Der Motor ist unterflur unmittelbar vor der Hinterachse angeordnet, der Kühler befindet sich in Fahrtrichtung links neben dem Motor. Die Motoren wurden mittlerweile durch die modernen Umweltschutzbestimmungen genügenden Serien ISC und ISB abgelöst, dabei sind Leistungen bis 300 bhp. verfügbar. Als Getriebe kommen ein manuelle Sechsganggetriebe oder ein automatisches Fünfganggetriebe, beide von ZF, zum Einsatz. Im Fahrwerk finden Luftfedern Verwendung. Das Fahrgestell hat zwei Achsen. Die längeren Ausführungen sind als Dreiachser erhältlich, um die Hinterachse vom Gewicht des Motors zu entlasten und den hinteren Überhang zu verkleinern. Die Aufbauten kommen bzw. kamen hauptsächlich von Duple, Alexander und Plaxton. Je nach Ausführung bieten sie 49 bis 57 Passagieren Platz und haben einen Gepäckraum von ungefähr 10 m³. Vereinzelt wurden auch Mehrzweck- und Linienbusse auf dem Chassis aufgebaut.

## Nutzung
Der Bus konnte an zahlreiche kleinere Betreiber im Vereinigten Königreich verkauft werden. Größter inländischer Abnehmer war jedoch das Ministry of Defence, das 1993 eine Reihe von Javelin mit einem Aufbau von Wadham Stringer mit 40 Sitzplätzen beschaffte. Exportiert wurde der Bus nach Australien, Neuseeland und Malaysia.